# Исторический музей Джакарты
Исторический музей Джакарты (индон. Museum Sejarah Jakarta), известный также как Музей Фатахиллы или Музей Батавии, находится в Старом городе (индон. Kota tua) в Джакарте (Индонезия).
Здание было построено в 1710 году как муниципалитет Батавии.
Исторический музей г. Джакарта был открыт в 1974 году, в экспозиции представлены местные артефакты доисторического периода, объекты, относящиеся к основанию Джакарты в 1527 году и периоду голландской колонизации (с XVI века до объявления независимости Индонезии в 1948 г.).

Музей расположен в южной части площади Фатахилла-сквер (предыдущее название: городская площадь Батавия) возле Музея Вайанг и Музея изобразительного искусства и керамики. Считается, что прототипом для этого музея послужило здание Королевского музея в Амстердаме.

## История
Исторический музей г. Джакарта находится в бывшем здании муниципалитета Батавии (прежнее название: Штадхус). Это здание одно время было штаб-квартирой Голландской Ист-Индийской Компании, а впоследствии – зданием голландской колониальной администрации. Существующее строение было возведено муниципалитетом в 1707 г. вместо старой ратуши, построенной в 1627 г. Губернатор генерал Абрахам ван Рибек провел церемонию официального открытия в 1710 г. Поскольку город продолжал расширяться в южном направлении, использование здания как муниципалитета (нидерландский: гемеентехус) закончилось к 1913 г.

После объявления независимости Индонезии в 1945 г., помещения использовались под администрацию губернатора Западной Явы до 1961 года, когда Джакарта была объявлена независимой автономией. После этого здание использовалось администрацией губернатора особого столичного округа Джакарта. В 1970 году площадь Фатахилла-сквер получила статус культурного достояния. Муниципалитет особого столичного округа приложил усилия к развитию исторической зоны центра Джакарты. Торжественное открытие Исторического музея г. Джакарта состоялось 30 марта 1974 года. Он был открыт как центр сбора, сохранения и исследования разнообразных объектов культурного наследия, которые относятся к истории центральной части Джакарты. Строение поражает своим масштабом, огромными деревянными стропилами и покрытием пола.

## Описание здания
Здание состоит из 37 залов. Под передней галереей находится несколько камер, в которых содержали заключенных до 1846 г. Яванский борец за свободу Принц Дипонегоро, который был коварным образом арестован, пребывал здесь в застенках в 1830 г. до высылки в Манадо (провинция Северный Сулавеси). 

Здание музея стоит на площади, старое название которой – Штадхусплейн (площадь муниципалитета). Нынешнее название площади: площадь Фатахилла-сквер. В центре площади находится фонтан, который служил источником воды в колониальную эпоху. Там также расположена португальская пушка (пушка «Си Джагур») с орнаментом ручной работы в форме кукиша, местные верят, что он способствует рождению детей. Раннее площадь также использовалась как лобное место.

## Коллекции
В запасниках Исторического музея г. Джакарта находится около 23500 объектов, некоторые были переданы из Музея Оде Батавиаше (современное название: Музей Вайанг). Коллекция содержит экспонаты времен Голландской Ист-Индийской Компании, исторические карты, картины, керамику, мебель и археологические объекты доисторического периода, такие как древние надписи и меч. В Историческом музее г. Джакарта также находится богатейшая коллекция мебели в стиле Бетави XVII – XIX веков. Экспозиция размещена в нескольких залах: зал доисторической Джакарты, зал Таруманегара, зал Джакарта, зал Фатахилла, зал Султана Агунга и зал Тамрин.

В музее также находится копия надписи на камне Тугу (оригинал – в Национальном Музее) эпохи Великого короля Пурнавармана, это является подтверждением того факта, что центр Королевства Таруманегара располагался вокруг морского порта Танджунг Приок на побережье Джакарты. Есть в наличии копия плана XVI столетия Монумента португальского Падрао, – историческое свидетельство существования гавани Сунда Келапа.

## Охрана памятников старины
В июле 2011 года музей был временно закрыт на реставрацию. Начало реставрационных работ, которые будут проводиться при поддержке правительства Нидерландов, запланировано на 2012 год. Реставрация закончилась в феврале 2015 г. Новый зал «Зал реставрационных работ» был оборудован во время работ, новый раздел экспозиции демонстрирует перспективы и миссию возрождения Старого города Джакарты с точки зрения будущего «Старой Батавии».